# Патрік Зоммер
Патрік Зоммер (нар. 10 вересня 1976) — колишній швейцарський тенісист.
Найвищу одиночну позицію світового рейтингу — 560 місце досяг 10 серпня 1998, парну — 219 місце — 21 червня 1999 року.

## Титули Челленджер/Ф'ючерс
| Легенда            |
| ------------------ |
| ATP Челленджер (1) |
| ITF Ф'ючерс (3)    |

### Парний розряд
| Ранг | Дата     | Турнір                             | Рівень     | Покриття | Партнер             | Суперники                        | Рахунок       |
| ---- | -------- | ---------------------------------- | ---------- | -------- | ------------------- | -------------------------------- | ------------- |
| 1.   | Лип 1998 | Греція F6, Верія                   | Ф'ючерс    | Тверде   | Маркус Менцлер      | Майкл Коган Енді Рам             | 6–0, 6–4      |
| 2.   | Лип 1998 | Австрія F6, Берггайм               | Ф'ючерс    | Ґрунт    | Маркус Вісльсперґер | Ларс Реманн Ульріх-Яспер Зецен   | 6–4, 6–4      |
| 1.   | Лют 1999 | Lübeck Challenger Любек, Німеччина | Челленджер | Килим    | Франц Штаудер       | Міхаель Кольманн Філіппо Вейльйо | 6–4, 7–5      |
| 3.   | Тра 1999 | Німеччина F1, Есслінген-на-Некарі  | Ф'ючерс    | Ґрунт    | Франц Штаудер       | Хуан Хісберт Шульце Хорді Мас    | 6–2, 4–6, 6–4 |